# Phocoena
Phocoena är ett släkte i familjen tumlare med fyra arter som förekommer i olika havsområden.

## Beskrivning
Vuxna individer når en kroppslängd mellan 1,20 och 2,30 meter och de flesta är omkring 1,50 meter långa. Vikten ligger vanligen mellan 40 och 60 kg, maximum 115 kg. I motsats till delfiner har de ett avrundat huvud och nosen är inte tydlig avgränsad från övriga huvudet. Tänderna är inte koniska utan påminner om ett stift eller en spatel.  Antalet tänder i överkäken och underkäken varierar mellan 16 och 23. Kroppsfärgen på ryggen är vanligen mörkgrå, hos svart tumlare även svart och hos glasögontumlare ibland blåsvart. Buken är ljusare till vitaktig. Gränsen mellan båda färgområden kan vara tydlig eller inte, beroende på art. Hannar och honor har ungefär samma storlek och kroppsfärg.
Alla arter har en 15 till 25 cm hög ryggfena, vad som skiljer de från den asiatiska tumlaren (Neophocaena phocaenoides).
Skillnaden till Dalls tumlare (Phocoenoides dalli) består i detaljer av stjärtfenans konstruktion.
Glasögontumlare vistas troligen främst i det öppna havet och de andra arterna förekommer oftast nära kustlinjen. Under den kalla årstiden hittas även den vanliga tumlaren längre bort från kusterna. De vanligaste byten är bara känt för den vanliga tumlaren och utgörs av 10 till 25 cm långa fiskar.

## Arter
Släktet utgörs av fyra arter.
- Glasögontumlare (Phocoena dioptrica), räknades tidigare i ett eget släkte, Australophocaena.[1]
- Vanlig tumlare (Phocoena phocoena)
- Kaliforniatumlare (Phocoena sinus)
- Svart tumlare (Phocoena spinipinnis)

## Utbredning
Den vanliga tumlaren lever främst nära kustlinjen på norra halvklotet, glasögontumlaren förekommer i havet kring Antarktis, den svarta tumlaren hittas vid Sydamerikas kustlinje och den utrotningshotade Kaliforniatumlare lever bara i norra delen av Californiaviken.

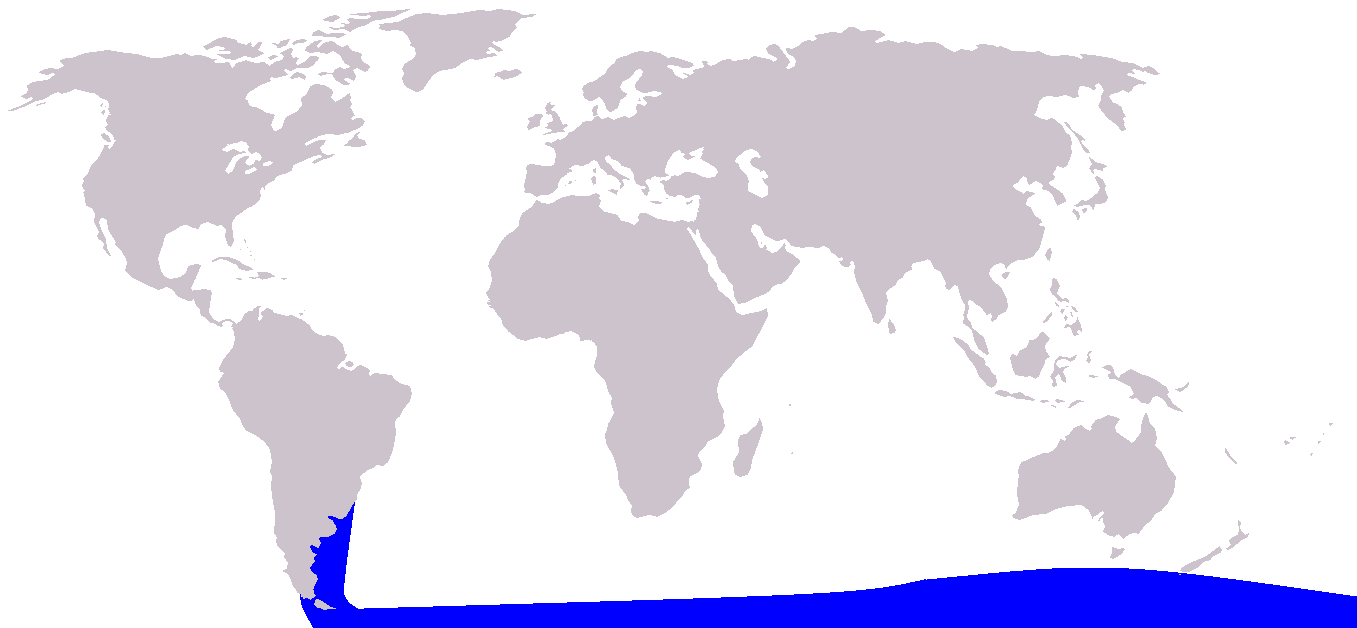
Glasögontumlare
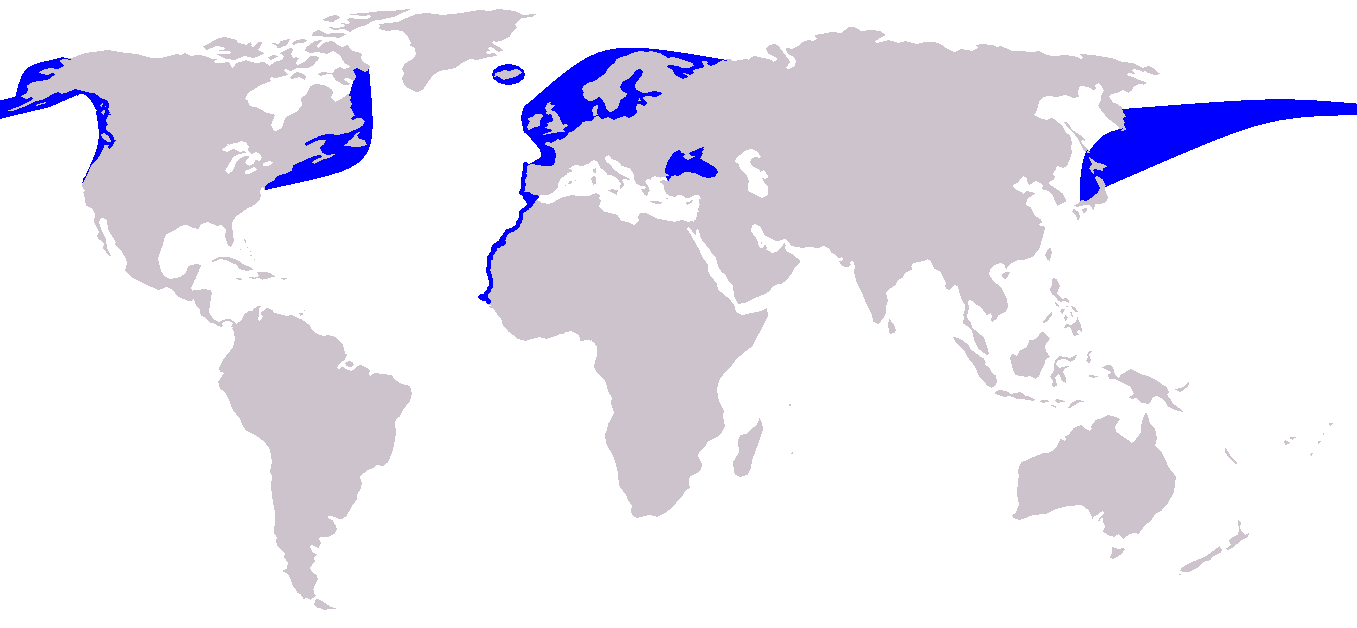
Vanlig tumlare
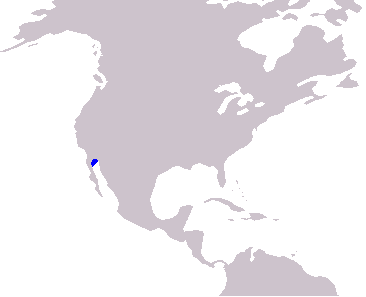
Kaliforniatumlare
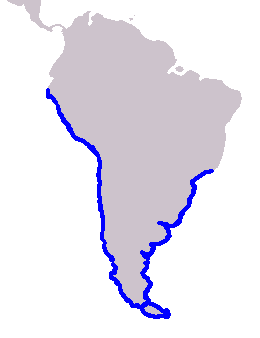
Svart tumlare